# Паломническая церковь «Марии в винограднике»
Паломническая церковь «Марии в винограднике» (нем. Maria im Weingarten) находится на расстоянии 1 км от нижнефранконского города Фолькаха.

Церковь широко известна благодаря находящемуся в ней медальону с изображением Девы Марии «Богоматерь в венке из роз» работы вюрцбургского скульптора Тильмана Рименшнейдера. В 1962 году это произведение искусства было украдено из церкви и вернулось на своё место благодаря вознаграждению, объявленному журналом Stern.